# Saison 1970-1971 de snooker
Navigation
1969-1970 1971-1972
La saison 1970-1971 de snooker est la 3e saison de snooker. Elle comprend 7 tournois professionnels organisés entre juillet 1970 et avril 1971.

## Nouveautés
- Le championnat d’Australasie n'est pas renouvelé après son édition inaugurale la saison précédente.
- Le championnat du monde se déroule en Australie dans plusieurs villes. Dans une première phase de la compétition, chacun des 9 participants jouent 3 matchs de 37 manches. Les 4 meilleurs s'affrontent ensuite dans une phase finale à élimination directe.
- Apparition au calendrier de deux nouvelles épreuves en Angleterre : le tournoi Park Drive 2000 et le tournoi Park Drive 600.

## Calendrier
| Dates (mois-jour) | Dates (mois-jour) | Tournoi                 | Lieu                | Site                            | Vainqueur      | Finaliste      | Score | Références |
| 07–13             | 07–15             | Tournoi de Chester      | Chester             | Upton-By-Chester British Legion | Jackie Rea     | John Spencer   | 4-3   |            |
| 07–26             | 08–30             | Championnat d'Australie | Sydney              | Heiron and Smith                | Eddie Charlton | Norman Squire  | 15–6  | [ 1 ]      |
| 09-04             | 09-04             | Tournoi de Stratford    | Stratford-upon-Avon |                                 | Gary Owen      | Ray Reardon    | 6-4   |            |
| 09–28             | 11–07             | Championnat du monde    | Sydney              | Chevron Hotel                   | John Spencer   | Warren Simpson | 37–29 | ,          |
| 01–??             | 01–??             | Pot Black               | Birmingham          | Studios Pebble Mill             | John Spencer   | Fred Davis     | 1–0   | ,          |
| 01–04             | 01–31             | Tournoi Park Drive 2000 | Angleterre          | Divers sites                    | John Spencer   | Rex Williams   | 4–1   | [ 6 ]      |
| 04–28             | 04–29             | Tournoi Park Drive 600  | Sheffield           | St Philips Social Club          | Ray Reardon    | John Spencer   | 4–0   | [ 7 ]      |